# Tyśmieniczany (przystanek kolejowy)
Tyśmieniczany (ukr. Тисменичани, ros. Тысменичаны) – przystanek kolejowy w miejscowości Tyśmieniczany, w rejonie iwanofrankiwskim, w obwodzie iwanofrankiwskim, na Ukrainie.
Przed II wojną światową stacja kolejowa. W późniejszym okresie została zdegradowana do roli przystanku.